# Alphonse Kann
Alphonse Kann (Bécs, 1870. március 14. – London, 1948. szeptember 24.) zsidó származású francia bankár és műgyűjtő. Részben róla mintázta Az eltűnt idő nyomában című regény egyik fontos alakját, Charles Swann világfit Marcel Proust, aki a barátja volt.
Alphonse Kann szülei az Osztrák–Magyar Monarchiából vándoroltak ki Franciaországba. Apja jómódú bankár volt, a családban hagyománya volt a műtárgyak gyűjtésének, két rokonának - Rodolphe és Maurice Kann-nak - is híres kollekciója volt. Kann követte apját, és bankárként tevékenykedett, többek között, brit állampolgárként, Londonban. Emellett maga is megkezdte a régiségek és műtárgyak gyűjtését, kereskedését. 1927. januárban régi mesterek festményeiből és antikvitásokból álló gyűjteményét elárvereztette New Yorkban, hogy az impresszionista alkotásokra összpontosíthasson.
Az amerikai művészeti társaság (American Art Association) katalógusa, amely az árverezésre készült, így írt Kannról: Olyan gyűjteményt tárunk az amerikai közönség elé, amelyet a művészet igaz szerelmese hozott létre, aki életéből harminc évet szentelt a szépség tanulmányozásának, és azon alkotások megvásárlásának, amelyekben felismerte a valódi művészi értéket. Az eladott képek között voltak Sebastiano del Piombo, Giovanni Battista Piranesi, Nicolas Poussin, Cimabue, Jacopo Tintoretto, Giovanni Bellini, Peter Paul Rubens alkotásai, valamint Pieter Bruegeltől a Parasztlakodalom.
Az impresszionisták alkotásai közül olyan mesterművek voltak a tulajdonában, mint a Père Lacroix háza és az Almák és kétszersültek Paul Cezanne-tól.
Alphonse Kann a második világháború előtt elhagyta Franciaországot, az Egyesült Királyságba utazott, és ott élt haláláig. 1940 októberében a kulturális kincsek elrablására szakosodott német katonai szervezet, az Einsatzstab Reichsleiter Rosenberg kirabolta Párizshoz közeli otthonát, és az ott talált műkincseket elvitte. A náci katalógusban szereplő 1202 kép többsége visszakerült tulajdonosához. Sok képét 1949-ben Svájcban találták meg, ezeket visszaszolgáltatták örököseinek. Azt azonban nem tudni pontosan, hogy hány műből állt Alphonse Kann kollekciója, mert erről nem vezetett nyilvántartást.